# Amends
Amends es el décimo episodio de la tercera temporada de Buffy the Vampire Slayer.

## Argumento
Es Navidad y Ángel comienza a revivir en sus sueños las muertes que ha provocado. Una de sus víctimas fue Daniel, a quien asesinó en Dublín en 1818. En las calles se encuentra con Buffy, que está de compras. A lo lejos ve al mismo hombre que asesinó hace más de 180 años.
Oz decide darle una segunda oportunidad a Willow. Joyce y su hija quieren comprar un árbol de navidad. Invitan a Faith a pasar la noche con ellas, pero ésta rechaza la invitación con la excusa de otros planes.
Ángel decide acudir a Giles en busca de ayuda. Quiere averiguar cómo y por qué regresó del infierno, pero se marcha al ver a Jenny Calendar junto al Vigilante. En la Mansión sueña con otro momento de su vida, cuando mató a una criada, Margaret. Tras beber su sangre descubre a Buffy observándolo. Ambos despiertan sobresaltados.
En la biblioteca, Giles y Buffy deciden investigar la razón del regreso de Ángel. Cuando ella se queda dormida, comparte un sueño con Ángel. Ambos hacen el amor en el cuarto de Buffy, pero son interrumpidos por la visión de un hombre sin ojos. Ángel acaba mordiendo el cuello de Buffy y ambos despiertan. Los hombres sin ojos son sacerdotes de «El Primero», la maldad absoluta, quien adopta la apariencia de cualquier persona que haya muerto al menos una vez.
Jenny trata de convencer a Ángel de que matar a Buffy le traerá la paz que tanto desea. Buffy y Xander deciden visitar el bar de Willy para obtener algo de información. Parece que los sacerdotes se esconden bajo tierra. Willow invita a Oz a su casa: está lista para acostarse con él, pero Oz la rechaza.
Faith acude a casa de Buffy, aceptando finalmente la invitación. Lleva algunos regalos. Buffy va a su cuarto y se encuentra con Ángel, que ido a matarla. Pero Ángel huye, regresa a la Mansión y le dice a Jenny que acabará con su vida antes de hacer daño a Buffy.
Buffy está preocupada y, junto a Giles, descubre que nada crece cerca de la guarida de los sacerdotes. Acude al lugar donde vio los árboles de Navidad muertos cuando fue a comprar el suyo. El Primero, a través de Jenny, anuncia que Ángel morirá al amanecer.
Buffy llega a la Mansión pero encuentra a Ángel en una colina cercana. Quiere que se proteja del sol pero él se niega: no puede continuar viviendo sabiendo que su existencia representa una amenaza para la mujer que ama. Repentinamente la nieve empieza a caer sobre Sunnydale por primera vez, y el espeso manto de nubes impide que pasen los rayos del sol. Buffy y Ángel pueden, por primera vez, disfrutar de una caminata romántica por Sunnydale de día, mientras los copos de nieve caen.

## Reparto

### Personajes principales
- Sarah Michelle Gellar como Buffy Summers.
- Nicholas Brendon como Xander Harris.
- Alyson Hannigan como Willow Rosenberg.
- Charisma Carpenter como Cordelia Chase.
- David Boreanaz como Angelus.
- Seth Green como Oz.
- Anthony Stewart Head como Rupert Giles.

### Apariciones especiales
- Kristine Sutherland como Joyce Summers.
- Saverio Guerra como Willy el Soplón.
- Shane Barach como Daniel.
- Edward Edwards como Travis.
- Cornelia Hayes O'Herlihy como Margaret.
- Eliza Dushku como Faith Lehane.
- Robia LaMorte como  El Primero/Jenny Calendar.

### Personajes secundarios
- Mark Kriski as Hombre del tiempo.
- Tom Michael Bailey Smith como Vendedor de árboles.

## Producción

### Música
- Barry White - «Cant Get Enough of Your Love, Babe»
- Christophe Beck - «Dreaming Of»
- Christophe Beck - «Dublin»
- Christophe Beck - «Magic Snow Music»
- The Crystals - «He's a Rebel»

## Continuidad
Este capítulo tiene repercusiones que alcanzan tanto esta temporada como las siguientes, y a su vez hace referencia a temporadas anteriores:

### Para la tercera temporada
- El Primero le dice a Ángel, «tarde o temprano, beberás de ella», cosa que se vuelve realidad en Graduation Day (II).

### Para todas o las demás temporadas
- Joyce continúa incomodándose cuando se menciona el nombre de Giles, esto viene de la relación que tuvieron en el episodio Los chocolates embrujados.
- Es la primera vez que se hace una referencia a la familia de Xander.
- Es la primera aparición de El Primero y los portadores, quienes no aparecerán de nuevo hasta Lecciones.
- Buffy y Ángel renuevan su relación.
- Es la última aparición de Jenny Calendar.
- Oz perdona a Willow y retoman su relación.

## Errores en continuidad
- Aunque en la temporada siete se dice que El Primero no puede tocar nada, bajo la forma de Jenny Calendar toca a Ángel y, aunque el roce es breve, se nota como su pelo se mueve.